# Список умерших в 791 году

## Ноябрь
- 8 ноября — Веомад, епископ, затем первый архиепископ Трира (762—791), ранее почитался как местночтимый святой Трирской епархии Римско-католической церкви.

## Декабрь
- 16 декабря — Аль-Лайс ибн Саад, мусульманский учёный, знаток хадисов и законовед-факих.

## Дата смерти неизвестна или требует уточнения
- Артгал мак Катайл, король Коннахта (777—782) из рода Уи Бриуйн.
- Идрис ибн Абдуллах, 1-й Имам Государства Идрисидов (788 — 791).
- Милон, граф Нарбона (не позднее 752—791), а также Безье, Лодева и Минерва (752—791).
- Аль-Халиль аль-Фарахиди, арабский филолог, представитель басрийской языковедческой школы, создатель методики традиционного арабского языкознания.